# Aleuroclava submarginatus
Aleuroclava submarginatus là một loài côn trùng cánh nửa trong họ Aleyrodidae, phân họ Aleyrodinae.
Aleuroclava submarginatus được Qureshi miêu tả khoa học đầu tiên năm 1982.